# دستجرد (قم)
دَستجرد یکی از شهرهای استان قم در ایران است. این شهر مرکز بخش خلجستان می باشد. جمعیت این شهر بر اساس سرشماری سال ۱۳۹۵، برابر با ۱۵۲۵ نفر بوده‌است.
دستجرد تغییر یافته دستگرد است که از دو بخش دست و گِرد تشکیل شده‌است. از این رو نام این شهر از نظر ریشه‌شناسی با نام شهرهایی چون دارابگرد، بروجرد و سوسنگرد قابل قیاس است. معنی واژگانی واژهٔ دستگرد، «دست‌ساخته» است و این واژه در معنی زمین‌های خالصه به کار می‌رفت.
شهر دستجرد یکی از مناطق خوش آب و هوا و زیبای استان قم می باشد که اکثر اهالی آن به زبان فارسی صحبت می کنند؛ عمده جمعیت شهر نیز بدلیل مهاجرت به‌صورت فصلی است. شهر دستجرد دارای بافت قدیمی و جدید است که بوسیله یک پل مرتفع به یکدیگر اتصال پیدا کرده‌اند دهکده سلامت صبا به عنوان اولین دهکده سلامت ایران در این شهر قرار دارد.